# Gundam: The Battle Master
Gundam: The Battle Master (ガンダム・ザ・バトルマスター?, Gandamu za Batoru Masutā) è un videogioco picchiaduro a incontri del 1997 sviluppato da Natsume e pubblicato da Bandai per PlayStation. Basato sul franchise di Gundam, questo titolo segna l'inizio della serie denominata Battle Assault e introduce elementi distintivi come ampi sprite multi-articolati, oltre a livelli a scorrimento che permettono ai giocatori di avanzare attraverso ambienti dinamici, caratteristiche che diventeranno un marchio di fabbrica per i giochi successivi. A differenza di altri titoli del franchise, il gioco presenta piloti unici, esclusivi per questo capitolo, che sostituiscono i piloti regolari associati a ciascun mobile suit. Il successo di Gundam: The Battle Master ha portato alla creazione di un seguito intitolato Gundam: The Battle Master 2, pubblicato nel 1998. Quest'ultimo è stato reso disponibile anche in Occidente con una versione modificata e migliorata, rinominata Gundam: Battle Assault. Il gioco offre una varietà di mobile suit dell'era Universal Century.

## Modalità di gioco
Gundam: The Battle Master offre un gameplay dinamico e strategico, caratterizzato da meccaniche uniche che lo distinguono dai tradizionali picchiaduro. Quando si infliggono danni ripetuti a una specifica parte del corpo di un nemico, l'armatura di quella sezione si rompe, rendendo il combattimento più tattico. A differenza di molti giochi del genere, non esiste una barra della salute standard; ogni mobile suit è dotato di una barra della temperatura che si riempie quando subisce colpi. Se questa barra raggiunge il limite, il mobile suit si surriscalda e cade a terra. Se un mobile suit si surriscalda per tre volte, viene messo fuori combattimento e perde l'incontro. Oltre ai tasti standard per pugni e calci, sono presenti comandi dedicati per sparare con fucili a raggi o mitragliatrici, utilizzare armi come sciabole a raggi e asce termiche, e un tasto per la spinta che consente al mobile suit di volare indefinitamente; i proiettili non sono bloccabili. Le mosse speciali sono limitate; ogni mobile suit ha una versione a fuoco rapido del tasto di sparo e una o due mosse speciali. Queste ultime consumano una barra sotto quella della temperatura, che può essere riempita solo attraverso attacchi in mischia. Alcuni mobile suit possono schivare sullo sfondo per evitare gli attacchi avversari, mentre altri possono erigere barriere di raggi in grado di bloccare i proiettili, mantenendole attive fino a quando non vengono colpite da un attacco in mischia. Infine, i boss del gioco sono di dimensioni imponenti, occupando quasi metà dello schermo durante i combattimenti. Questi avversari non possono essere colpiti da alcun attacco finché non si surriscaldano, costringendo i giocatori a trovare strategie per infliggere danno e sconfiggerli.

## Sviluppo e pubblicazione
Gundam: The Battle Master è stato sviluppato principalmente dal team di Natsume, che aveva già lavorato a Shin kidō senki Gundam Wing: Endless Duel (1996) per Super Famicom. La direzione dello sviluppo è stata guidata da Mitsuo Matsumoto, coadiuvato dal co-produttore Tsuyoshi Sato. I programmatori Hiromichi Komuro, Hiroyuki Iwatsuki e Toshiyasu Miyabe hanno contribuito al progetto, mentre Shunichi Taniguchi e Kunio Suzuki hanno ricoperto il ruolo di co-designer. Atsushi Shigeta ha curato il character design, mentre Kunio Ōkawara ha progettato i mobile suit. La colonna sonora è stata composta da Nobuo Itō.
Gundam: The Battle Master è stato pubblicato in Giappone il 20 giugno 1997.

## Accoglienza
Al momento dell'uscita, i quattro recensori della rivista Famitsū hanno dato un punteggio di 21/40.